# كريستوفر لونش
كريستوفر لونش (بالإنجليزية: Christopher Lynch)‏ هو عالم سياسة أمريكي، ولد في عقد 1960.